# 亞歷山大·格爾豐德
亞歷山大·奥西波维奇·格爾豐德 （俄語：  ; 英語：Alexander Osipovich Gelfond；1906年10月24日－1968年11月7日）是一位苏联数学家。 格爾豐德定理即以他為名。

## 生平
亞歷山大·格爾豐德出生于俄罗斯帝国的圣彼得堡，他的父親奧西普·格爾豐德是位专业的医生和业余的哲学家。 1924年进入莫斯科国立大学，1927年攻讀博士學位，1930年取得博士学位。他的指導教授是亚历山大·欣钦和维亚切斯拉夫·斯捷潘诺夫。
1930 年，他在德国（柏林和哥廷根）待了五个月，在那里他与愛德蒙·蘭道、卡尔·西格尔和大卫·希尔伯特一起工作。 1931 年，他在莫斯科国立大学擔任教授，并在那里工作，直到過世。1933 年後，他还在斯捷克洛夫数学研究所工作。
1939年，因其在密码学领域的工作而被選為苏联科学院通訊院士（Corresponding member）。据弗拉基米爾·阿諾爾德稱，在第二次世界大战期間，格尔丰德是苏联海军的首席密码学家。 

## 成果
格爾豐德在多個數學領域都取得了重要成果，包含了数论、解析函数、积分方程和数学史，而他最知名的是他的同名定理：
如果 α 和 β 是代数数（其中 α ≠ 0 且 α ≠ 1 ），并且如果 β 不是实有理数，则任何的 αβ 都是超越数。
这就是著名的希爾伯特第七問題。 1929年，格爾豐德還是一名研究生，他就证明了该定理的一个特例，并于 1934 年完全证明了它。西奧多·施耐德也独立证明了相同的定理，因此该定理通常被称为格尔丰德-施奈德定理。 1929年，格爾豐德基於此定理，還提出了一個扩展，称为格爾豐德猜想，1966 年由艾倫·貝克所證明。
在格爾豐德以前，人們知道的超越數只有少數幾個，如 e 和 π 。自他以後，人們可以輕易地获得无数的超越數。其中一些數是以格爾豐德為名的：
- 2√2 被稱作格爾豐德-施奈德常數
- eπ 被稱作格尔丰德常数